# 越州镇
越州镇，是中华人民共和国云南省曲靖市麒麟区下辖的一个镇。

## 行政区划
越州镇下辖以下地区：
越州社区、西关社区、向桂社区、新田社区、潦浒社区、竹园村、薛旗村、老吴村、大梨树村、和平村、上坡村、马房村、黄泥堡村和横大路村。